# Bimbach (Prichsenstadt)
Bimbach ist ein Stadtteil von Prichsenstadt im unterfränkischen Landkreis Kitzingen.

## Geografische Lage
Das Pfarrdorf Bimbach liegt im äußersten Norden des Prichsenstädter Gemeindegebiets. Weiter nördlich beginnt der Landkreis Schweinfurt, der Oberschwarzacher Gemeindeteil Düttingsfeld liegt Bimbach am nächsten. Östlich, ebenfalls im Landkreis Schweinfurt, befindet sich Oberschwarzach mit dem Gemeindeteil Greuthermühle. Im Süden, getrennt durch die Bundesstraße 22, liegt der Prichsenstädter Gemeindeteil Neudorf. Der Westen wird von der Gemarkung von Brünnau eingenommen, im Nordwesten beginnt der Lülsfelder Gemeindeteil Schallfeld im Landkreis Schweinfurt.
In der Bimbacher Gemarkung werden die Wüstungen Gereuth und Erichsdorf verortet.

## Geschichte
Durch mehrere Lesefunde ist die Vor- und Frühgeschichte in Bimbach gut dokumentiert. Eine Viereckschanze aus der jüngeren Latènezeit lag im Osten des Dorfes. Nahe der Flur Geheeg fand man einen grünen Antigorit mit dem Gesicht eines keltischen Kriegers. In der benachbarten Gemarkung von Oberschwarzach wurde eine große Doppelwallgrabenanlage ausgegraben, die ebenfalls die keltische Besiedelung des Gebietes belegt.
Der Name des Ortes lässt mehrere Interpretationen zu. Eventuell geht der Name, der zeitweise „Bunebach“ lautete, auf die Buhne als Flechtwerkschutz gegen Hochwasser zurück. Die ebenfalls verbreitete Schreibweise „Binbah“ bezieht sich auf die Honigherstellung mit mehreren Linden, von denen die letzte nach 1950 gefällt wurde.
Erstmals urkundlich erwähnt wurde das Dorf im Jahr 1237. Der Würzburger Bischof Hermann I. von Lobdeburg vergab damals ein Lehen an Gertrud von Stollberg. Im 14. Jahrhundert waren in Bimbach das Hochstift Würzburg, die Holzer und die von Stollberg als Grundherren vertreten. Große Teile, darunter auch der Schlossbezirk, gingen als hochstiftisches Lehen an die Familie Lampert (auch Lamprecht, Lemplein). 1404 verkauften Heinrich und Götz Lemplein ihren Besitz dem fränkischen Adeligen Dietrich Fuchs. Mit dem Vollerwerb des Dorfes um 1500 nannte sich eine Linie Fuchs von Bimbach.
Im Deutschen Bauernkrieg des Jahres 1525 beteiligten sich auch die Bewohner von Bimbach an den Aufständen. So wurde das Fuchs’sche Schloss im Dorf niedergebrannt. Die Bauern gewährten allerdings der Ehefrau des Hausherren freien Abzug. Das Schloss bildete auch nach dem Brand den Mittelpunkt des Ortes und wurde im Laufe der Jahrhunderte mehrmals umgebaut. Die heutige Anlage, geplant vom damaligen Schlossherrn Ludwig Reinhold Fuchs, stammt aus der Zeit um 1700.
Im Zweiten Weltkrieg starben elf junge Bimbacher auf den Schlachtfeldern Europas, einer gilt als vermisst. Am 12. April 1945 zogen die amerikanischen Truppen in das Dorf ein. Zuvor hatte man den sogenannten Hitlerstein vom Dorfplatz in einen privaten Garten schaffen lassen. Die Amerikaner besetzten den Ort sieben Monate lang. Am 1. Juli 1972 wurde Bimbach, das ursprünglich zum Landkreis Gerolzhofen gehörte, nach Prichsenstadt eingemeindet. Zuvor war bereits die Erhardsmühle Teil der Bimbacher Gemarkung geworden.

## Sehenswürdigkeiten

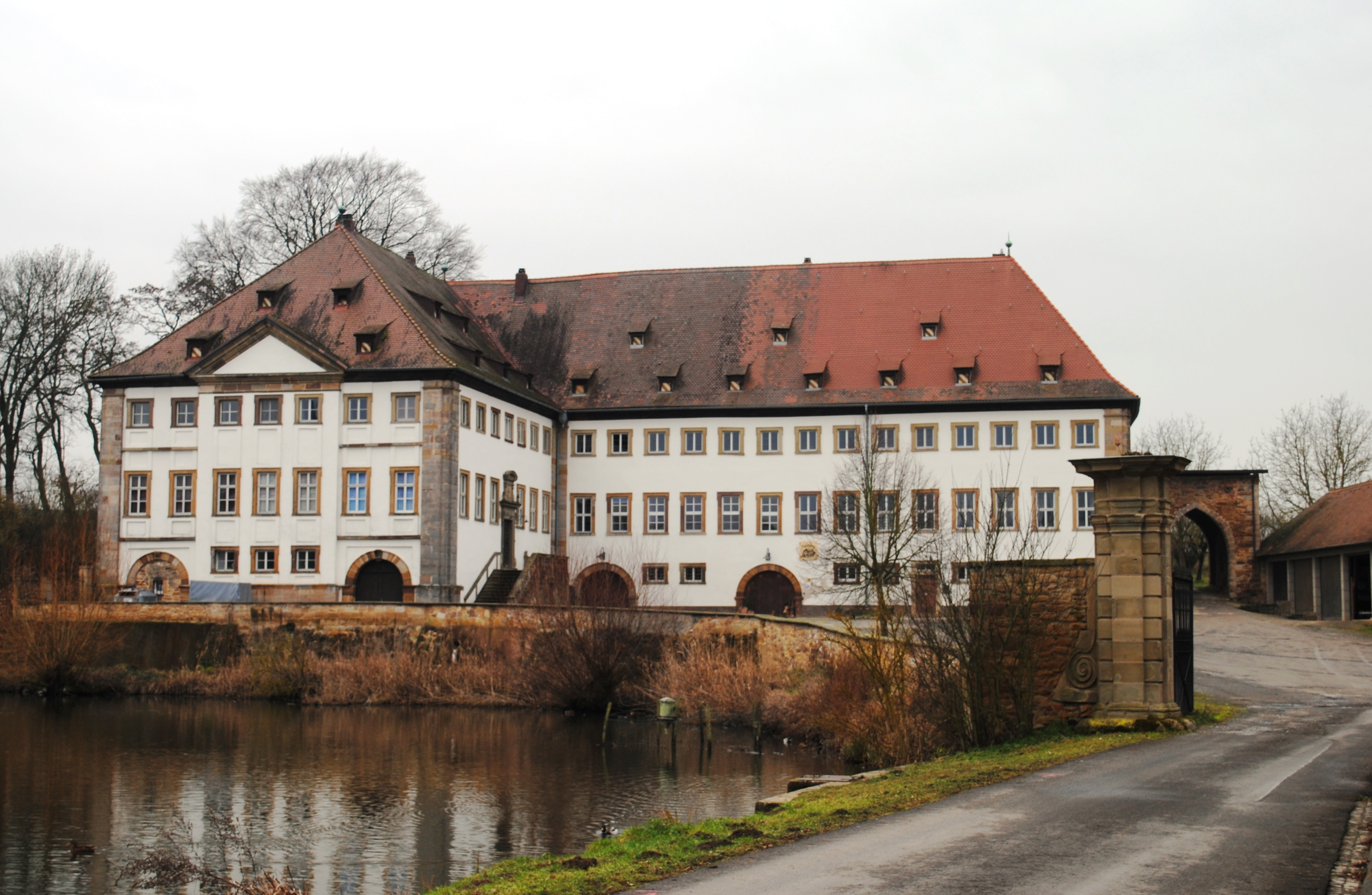
Das Bimbacher Schloss am Ortsrand

### Schloss
Das Schloss Bimbach, seit 1404 im Besitz der Familie Fuchs, wurde im Bauernkrieg zerstört, das Torhaus aus der Zeit vor 1488 blieb jedoch erhalten. Ende des 16. Jahrhunderts wurde die Ruine wieder aufgebaut und 1703 durch ein zweiflügeliges Barockschloss ersetzt.
Das Schloss blieb bis 1913 im Besitz der Fuchs von Bimbach und wurde dann in bürgerlichen Besitz veräußert. Heute beherbergt es das Weingut Schloss Bimbach.

### Kirche
Nach ersten Forschungen wurde vermutet, dass die evangelische Pfarrkirche im markgräflichen Baustil 1708 errichtet wurde, allerdings haben neuere Nachforschungen ergeben, dass die Kirche bereits zwischen 1566 und 1570 erbaut wurde.

### Flurdenkmäler
- Nahe Bimbach, am Weg nach Oberschwarzach, befindet sich ein Bildstock aus dem Jahre 1738.
- 400 m östlich von Bimbach befinden sich die Überreste einer Keltenschanze aus dem ersten Jahrhundert v. Chr.

## Wirtschaft und Infrastruktur

### Weinbau
Bimbach ist ein Weinbauort im Anbaugebiet Franken. Eine großlagenfreie Weinlage existiert um das Dorf, der Wein wird seit dem Jahr 2011 mit dem Namen Bimbacher Schlossgarten vermarktet. Bimbach ist Teil des Bereichs Weinpanorama Steigerwald, bis 2017 waren die Winzer im Bereich Steigerwald zusammengefasst. Die Keuperböden um Bimbach eignen sich ebenso für den Anbau von Wein, wie die Maingauklimazone, die zu den wärmsten Deutschlands gehört.
Bereits seit dem Frühmittelalter betreiben die Menschen um Bimbach Weinbau. Die fränkischen Siedler brachten wohl im 7. Jahrhundert die Rebe mit an den Main. Der Weinbau hatte nach der Säkularisation zu Beginn des 19. Jahrhunderts einen umfassenden Niedergang. Vor allem klimatisch weniger begünstige Lagen gab man vollständig auf. Zusätzlich erschwerte das Aufkommen von Schädlingen wie der Reblaus den Anbau. Konsolidieren konnte sich die Weinbauregion Franken erst wieder in der zweiten Hälfte des 20. Jahrhunderts. Die kleine Bimbacher Weinlage wird heute vom Weingut Laufer bewirtschaftet.

### Bildung
Bimbach liegt im Sprengel der Grundschule im Hauptort Prichsenstadt. Ab der 5. Klasse besuchen die Kinder die Nikolaus-Fey-Mittelschule in Wiesentheid. Weiterführende Schulen können mit der Mädchenrealschule in Volkach und mit der Realschule in Dettelbach besucht werden. Gymnasien gibt es in Münsterschwarzach (Egbert-Gymnasium), Volkach-Gaibach (Franken-Landschulheim Schloss Gaibach), Wiesentheid (Steigerwald-Landschulheim) und Kitzingen (Armin-Knab-Gymnasium).

## Persönlichkeiten
- Karoline von Fuchs-Mollard (1675/1681–1754), Erzieherin und Obersthofmeisterin am Wiener Kaiserhof, lebte zwischen 1710 und 1719 in Bimbach
- Ludwig Fuchs von Bimbach und Dornheim (1833–1900), Verwaltungsbeamter und Regierungspräsident von Niederbayern (1895–1900), geboren in Bimbach
- Nina Güthner (geboren als Freiin Fuchs von Bimbach, 1835–1905), Dichterin, Romanschriftstellerin, geboren in Bimbach
- Otto Seifert (1853–1933), Mediziner, Experte für Haut-, Geschlechtskrankheiten, geboren in Bimbach[5]
- Willy Richard Reichert (1924–1982), Schriftsteller und Verleger, geboren in Bimbach